# 푸룽구

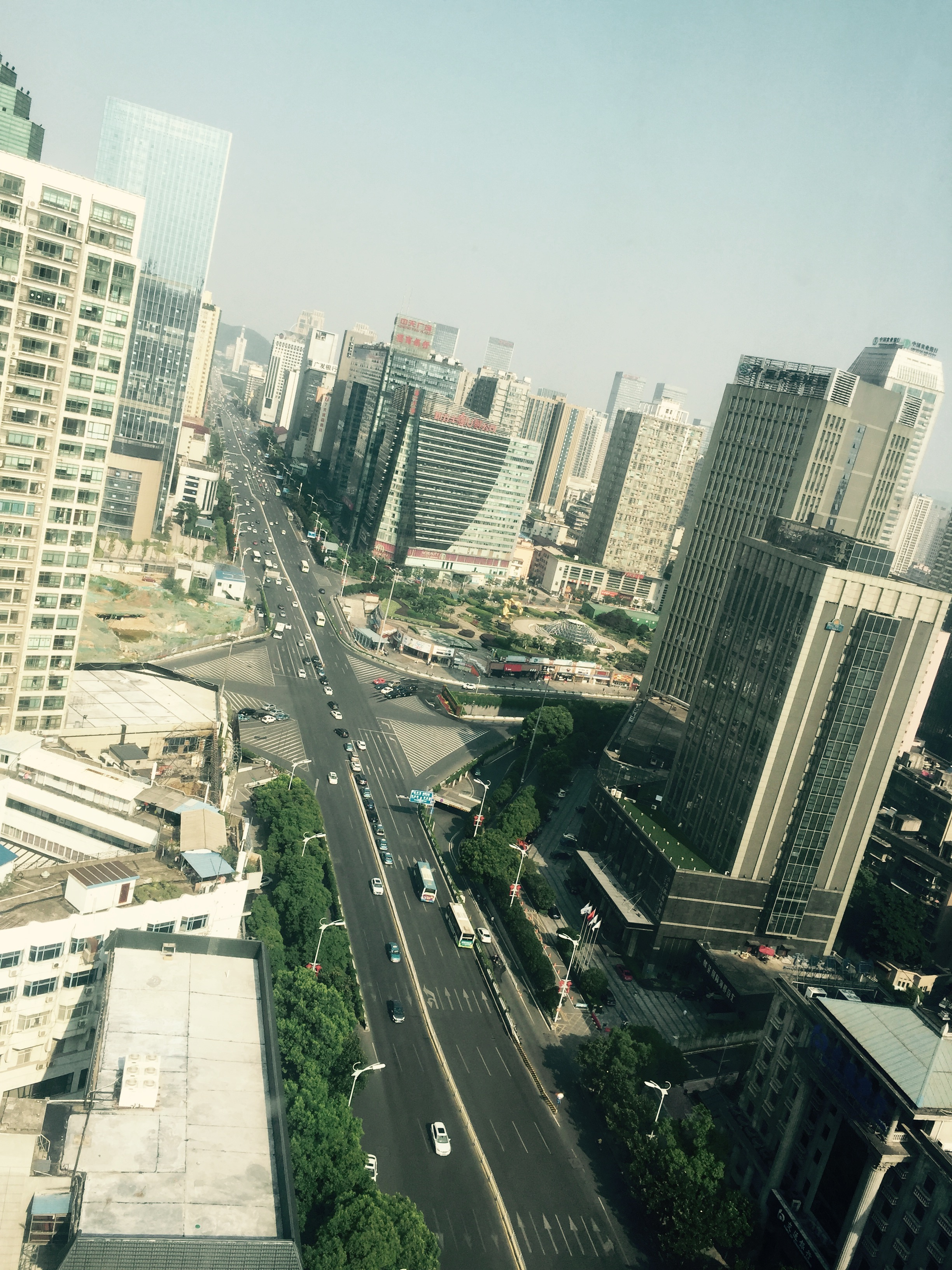

부용구/푸룽구(한국어: 부용구, 중국어: 芙蓉区, 병음: Fúróng Qū)는 중화인민공화국 호남성 장사 시의 현급 행정구역이다. 넓이는 40km2이고, 인구는 2007년 기준으로 400,000명이다.

## 행정 구역
12개 가도, 1개 향을 관할한다.
- 가도: 文艺路街道, 朝阳街街道, 韭菜园街道, 浏正街街道, 解放路街道, 府后街街道, 都正街街道, 五里牌街道, 火星街道, 马王堆街道, 东屯渡街道, 湘湖街道.
- 향: 东岸乡.